# Zeacolpus knoxi
Zeacolpus knoxi är en snäckart. Zeacolpus knoxi ingår i släktet Zeacolpus och familjen tornsnäckor.

## Underarter
Arten delas in i följande underarter:
- Z. k. knoxi
- Z. k. tardior